# Машуткіне
Машуткіне (пол. Maszutkinie) — село в Польщі, у гміні Віжайни Сувальського повіту Підляського воєводства.
Населення — 95 осіб (2011).
У 1975-1998 роках село належало до Сувальського воєводства.

## Демографія
Демографічна структура станом на 31 березня 2011 року:
|          | Загалом | Допрацездатний вік | Працездатний вік | Постпрацездатний вік |
| -------- | ------- | ------------------ | ---------------- | -------------------- |
| Чоловіки | 51      | 13                 | 37               | 1                    |
| Жінки    | 44      | 9                  | 25               | 10                   |
| Разом    | 95      | 22                 | 62               | 11                   |